# Contea autonoma qiang di Beichuan
La contea autonoma qiang di Beichuan (北川羌族自治县 S, Běichuān Qiāngzú Zìzhì XiànP) è una contea della Cina, situata nella provincia di Sichuan e amministrata dalla prefettura di Mianyang.